# Camila Sodi
Camila Sodi, all'anagrafe Camila Ía González Sodi (Città del Messico, 14 maggio 1986), è un'attrice messicana.

## Biografia
È la maggiore delle figlie della scrittrice e giornalista culturale Ernestina Sodi, e nipote della cantante e attrice Thalía e Laura Zapata. L'8 novembre 2024, ha annunciato sui social la morte della madre, che era in cura per complicazioni cardiache.

## Carriera
La carriera nello spettacolo di Camila è cominciata nel 2002, quando è entrata a far parte del cast della trasmissione musicale El pulso, mandata in onda per due anni (fino al 2004) dal canale messicano via cavo Telehit.
Nel 2004 esordisce come attrice nella telenovela Inocente de ti, dove interpreta uno dei personaggi principali, Florecita, una giovane messicana immigrata negli Stati Uniti che lotta per affrancarsi dalla sua condizione di povertà.
Nel settembre 2006, la rivista H para Hombres ha pubblicato un servizio fotografico su Camila ispirato all'immaginario delle pin-up degli anni cinquanta. Anche se le foto sono sembrate in contrasto con il personaggio di "brava ragazza" recitato in Inocente de ti, Camila ha più volte dichiarato che la sua intenzione era di regalare al suo pubblico immagini non volgari, che non la rappresentassero come semplice oggetto sessuale.
Il 9 marzo del 2007 ha fatto il suo debutto cinematografico in Niñas mal, diretto da Fernando Sariñana. Nel maggio 2007, al Festival del cinema di Cannes, nell'ambito della Settimana della Critica, è stato presentato Déficit, film in cui Camila è protagonista e l'esordio alla regia dell'attore Gael García Bernal, noto per Amores perros, I diari della motocicletta, La mala educación, L'arte del sogno e Babel.
Il 17 agosto dello stesso anno, è uscito in Messico il film El búfalo de la Noche, tratto dal romanzo omonimo di Guillermo Arriaga (pubblicato in Italia da Fazi), sceneggiatore dei film Amores perros, 21 grammi, Le tre sepolture e Babel. Diretto da Jorge Gutiérrez Aldana, in cui Camila ha recitato con Liz Gallardo e Diego Luna, suo futuro compagno ed ex marito. A fine novembre 2007, si sono diffuse false voci secondo cui Camila avrebbe interpretato Bulma nel film Dragon Ball, tratto dall'omonimo manga e anime di Akira Toriyama. Successivamente, la 20th Century Fox ha smentito queste voci, accreditando Emmy Rossum per il ruolo di Bulma.
Nel 2015, dopo undici anni, Camila ha debuttato nella telenovela A que no me dejas, interpretando Paulina Murat e Valentina Olmedo Murat, personaggi principali delle due storie. Paulina è la giovane sorella di Nuria, figlia di Ines e Gonzalo.

## Vita Privata
Il 5 febbraio 2008, ha sposato l'attore messicano Diego Luna. La coppia ha avuto due figli: Jerónimo, nato il 9 agosto 2008, e Fiona, nata il 1º luglio 2010. Nel marzo 2013, i due attori hanno deciso di separarsi di comune accordo.

## Filmografia parziale

### Cinema
- Niñas mal, regia di Fernando Sariñana (2007)
- Il bufalo della notte (El búfalo de la noche), regia di Jorge Hernandez Aldana (2007)
- Déficit, regia di Gael García Bernal (2007)
- Arráncame la vida, regia di Roberto Sneider (2008)
- El Despertar, regia di Ricardo Martínez (2014)
- Amor de mis amores, regia di Manolo Caro (2014)
- El placer es mio, regia di Elisa Miller (2015)
- Compadres, regia di Enrique Begné (2016)
- Cómo cortar a tu patán, regia di Gabriela Tagliavini (2017)
- El ángel en el reloj, regia di Miguel Ángel Uriegas (2017)
- Camino a Marte, regia di Humberto Hinojosa Ozcariz (2017)
- Here comes the grump, regia di Andrés Couturier (2018)
- El Exorcismo de Carmen Farías, regia di Rodrigo Fiallega (2021)
- Enfermo Amor, regia di Rodrigo Nava e Marco Polo Constandse (2022)

### Televisione
- Inocente de ti – serie TV, 130 puntate (2004-2005)
- A que no me dejas – serie TV, 140 puntate (2015-2016)
- Distrito Salvaje – serie TV, 13 episodi (2018-2019)
- Luis Miguel - La serie (Luis Miguel: The Series) – serie TV, 12 episodi (2018-2021)
- Nessuna traccia, o quasi (Sin huellas) – serie TV, 8 episodi (2023)

## Doppiatrici italiane
Nelle versioni in italiano delle opere in cui ha recitato, Camila Sodi è stata doppiata da:
- Benedetta Ponticelli in Nessuna traccia, o quasi